# Boulevard Crémazie
Pour les articles homonymes, voir Crémazie.

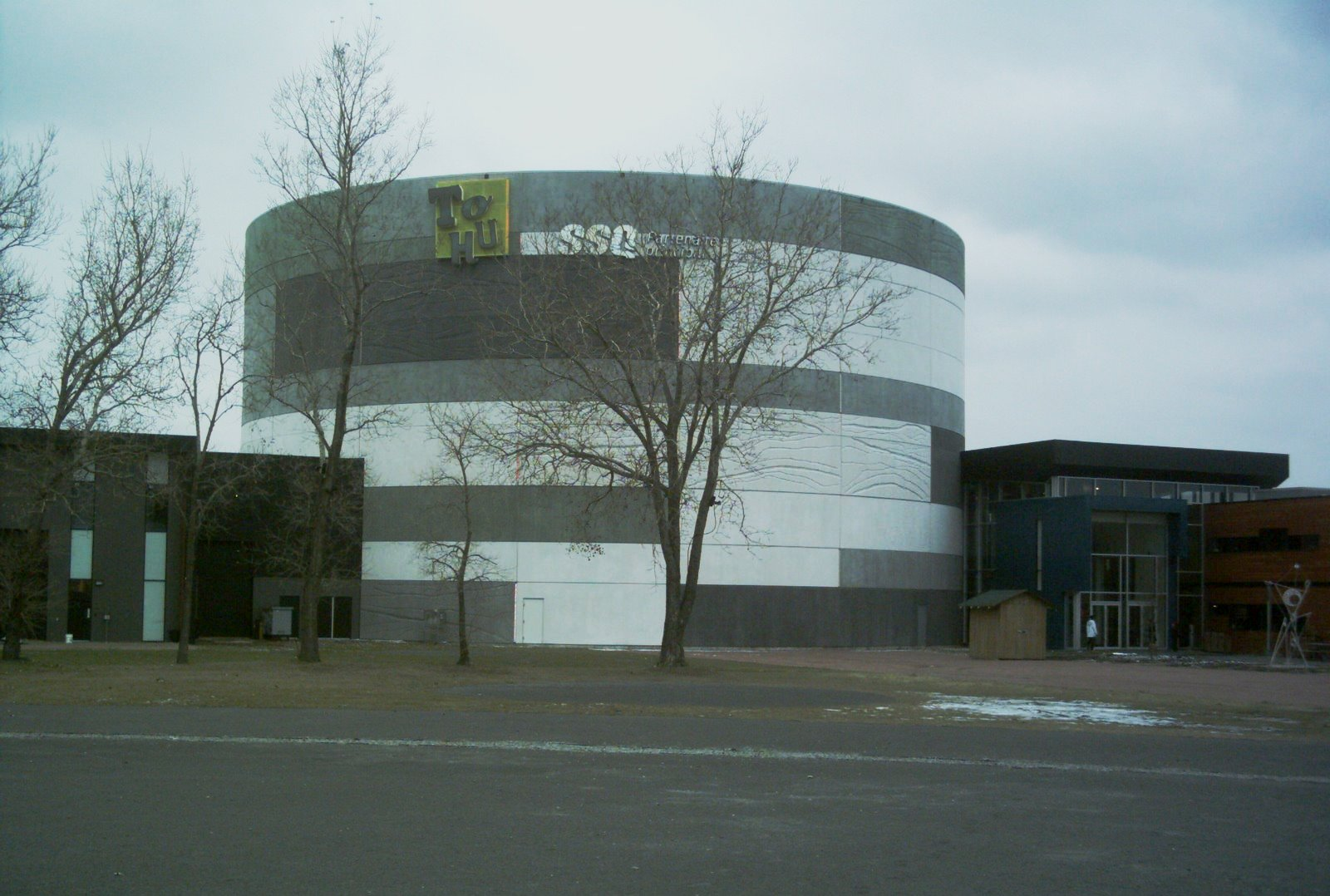
L'édifice circulaire de Tohu, la Cité des Arts du Cirque, au coin de la rue Jarry est et du boulevard Crémazie

Le boulevard Crémazie est la voie de service très achalandée de l'autoroute Métropolitaine (Autoroute 40) à Montréal.

## Situation et accès
Situé entre l'autoroute 15 et le boulevard Pie-IX, ce boulevard fait office de délimitation entre les quartiers Villeray et Ahuntsic.
Montréal possède aussi une station de métro qui se nomme Crémazie, à l'intersection de la rue Berri.

## Origine du nom
Il rend honneur à Octave Crémazie (1827-1879), écrivain et poète québécois.

## Historique
À partir de 1878, quand le chemin de fer de la compagnie Canadien Pacifique est ouvert, Villeray devient plus accessible et des familles commencent à s’installer dans sa partie sud.
Le Chemin de Saint-Laurent, modeste chemin en direction du village de Saint-Laurent, devient plus achalandé dès la fin du XIXe siècle. En 1911, on trouve à Villeray une usine de réparation des tramways ainsi que les ateliers D’Youville au coin du Chemin de Saint-Laurent et du boulevard Saint-Laurent.
Le Chemin de Saint-Laurent est renommé Boulevard Crémazie en 1914.
Après la Première Guerre mondiale, la vie du quartier est marquée par une expansion économique vigoureuse, et Villeray devient un des quartiers ouvriers des plus recherchés de l’époque.
Avec l’ouverture de l’autoroute Métropolitaine en 1960 (très controversée), le boulevard Crémazie, qui était devenu un axe est-ouest important, devient la voie de service pour une large portion de la nouvelle autoroute.